# Arhopalus angustus
Arhopalus angustus là một loài bọ cánh cứng trong họ Cerambycidae.